# El gran golpe de Niza
El gran golpe de Niza (en italiano: Per favore... non sparate col cannone) es una coproducción española e italiana dirigida por Mario Caiano y protagonizada por Frank Wolff, de género comedia criminal.

## Reparto
- Frank Wolff:  Brian Kervin
- Rossella Como:   Claudine
- Giampiero Albertini:   Joe
- Claudio Gora:  Proprietario del Yacht
- Gérard Landry:  Colonel
- Toni Ucci:   Theo
- Thea Fleming:   Huguette
- Jesús Puente:   Talbol
- Josyane Gibert:   Fiamma
- Pippo Starnazza:   Zero
- Aldo Bufi Landi
- Amedeo Trilli